# Mazda 323
Mazda 323, Mazda Familia ili Mazda Protegé mali je obiteljski automobil koji je Mazda proizvodila između 1963. i 2003. godine. Mazda 323 zamijenjena je Mazdom 3 2004. godine.
U Japanu je reklamirana kao Mazda Familia, što na latinskom znači 'obitelj'.
Mazda 323 je imala 8 generacija a posljednja se generacija (BJ) se počela proizvoditi 1998. godine, a prestala proizvoditi krajem 2003. godine. Dolazile su s raznim motorima od kojih su benzinski bili 1.3, 1.5, i 1.8 dok su diesel motori bili 2.0 D bez turbokompresora i 2.0 DiTD sa turbokompresorom koji je imao 66 kW od 1998 do početka 2001. a od kraja 2001. do kraja proizvodnje 2003. godine 75 kW. 
Mazde 323 proizvedene su u tvornici u Hirošimi i sastavljene od »kompleta« u raznim zemljama uključujući Tajvan, Indoneziju, Maleziju, Južnu Afriku, Zimbabve, Kolumbiju i Novi Zeland. Neke od tih tvornica nastavile su proizvoditi Mazdu 323 dugo nakon što je prestala proizvoditi u Japanu.